# Ahmet Ak
Ahmet Ak (ur. 20 maja 1966 w Kahramanmaraş) – turecki zapaśnik w stylu wolnym. Olimpijczyk z Seulu 1988, gdzie zajął czwarte miejsce w kategorii 57 kg.
Brąz w mistrzostwach świata w 1987; czwarty w 1990; piąty w 1989. Zdobył złoty medal w mistrzostwach Europy w 1989 i srebrny w 1988. Złoty medal na igrzyskach śródziemnomorskich w 1991 i brązowy w 1987. Pierwszy w Pucharze Świata w 1990 roku.